# Geoekonomika
Geoekonomika (z angl. Geo – zeměpisný, economics – ekonomika) je věda, která se co možná nejpřesněji pokouší shrnout a sjednotit odpovědi na veškeré otázky ekonomické, hospodářské, teritoriální, a dokonce zčásti ekologické. Nelze tedy říci, že se jedná pouze o ekonomickou situaci jednotlivých států světa. Geoekonomika je velmi úzce spjatá s geografií, demografií a z jistého hlediska také s historií. Tato věda zblízka zkoumá skutečnosti, jenž v podstatě ovlivňují životy nás všech nebo které se nás nějakým způsobem dotýkají. Ať už jde o změny na ekonomických či politických mapách, změny v rozmístění obyvatelstva – perspektivy vývoje, globální změny v rozmístění energetiky, teritoriální struktury těžby a spotřeby ropy nebo může jít o dokumentaci globálních problémů světa aj.

## Ekonomická globalizace
Pojem globalizace lze nejpochopitelněji interpretovat jako určitý ekonomický fenomén. Pod ním si můžeme představit společenské uspořádání produkce, spotřeby a směny služeb či zboží. Z pohledu politického jde o společenské uspořádání pro aplikaci a regulaci moci, kontrolující území a především obyvatelstvo. Pojem globalizace ekonomiky představuje jakýsi přechod od mezinárodní celosvětové ekonomiky až k integraci globálních nadnárodních systémů výroby a technologií. Nejvýznamnější úlohu v celém vývoji zastává moderní informační technologie, díky které dnes máme rychlou globální komunikaci, internetový či elektronický obchod. Dále velmi přispěl i dynamický rozvoj mezinárodního systému financí. Existují globalizované finanční trhy, ale převážně regionalizované trhy zboží a národní trhy práce. Důležitou roli hraje politická dezintegrace, velmi charakteristická pro 20. století – vznik nových suverénních států a mnoho nevýznamných, jejichž počet se neustále zvyšuje. Tento fakt potvrzuje to, že změny na mapách ekonomických, politických, demografických nebo hospodářských, budou v konstantním průběhu. V současnosti můžeme na politické mapě světa napočítat celkem 193 států samostatných a 70 závislých území. V budoucnosti lze očekávat mnoho nových přeměn podob map, především díky tzv: Separatismu. Separatistické skupiny vznikají v okamžiku, kdy se jim podaří získat kontrolu nad určitým území v určitém státě. Takto vzniklé skupiny pojí většinou stejný cíl – oddělení se a vytvoření vlastního suverénního státu (silný nacionalismus).

## Dynamika a struktura obyvatelstva
Světová populace neustále roste. V roce 2005 počet obyvatel dosáhl 6,5 miliardy a o pouhých jedenáct let později se stav navýšil o téměř celou miliardu. Demografické procesy se samozřejmě liší v rozvinutých a rozvojových zemí. Reprodukční situace v rozvojových státech je typická v růstu počtu obyvatel (vysoká porodnost a nízká úmrtnost). Pro ekonomicky vyspělejší země je charakteristický trend střední nebo nízké porodnosti, nízké úmrtnost a také úspěšná snaha o zpomalení či zastavení populačního růstu. Reprodukční proces je značně ovlivněn migrací, která je v dnešní moderní době velmi snadná a na denním pořádku. Aktuální přírůstek obyvatelstva dosahuje 1,2%. Největšího přirozeného přírůstku dosahuje Afrika a některé státy jihozápadní Asie. Faktory ovlivňující přirozený přírůstek: – počet žen v reprodukčním věku – materiální situace partnerů – hodnotový systém – uplatnění na trhu práce – úroveň zdravotnictví – úroveň sociální morálky a vzdělanosti – populační politika státu – náboženské předsudky

## Globální změny v rozmístění energetiky
Energetika sehrála velmi rozhodující úlohu při vytváření průmyslové výroby a také zcela změnila ekonomickou stránku určitých států. Energetiku můžeme rozdělit na těžbu primárních energetických zdrojů (ropa, plyn, uhlí, jaderné palivo) a přeměnu primárních energetických zdrojů v sekundární a kvalitnější energetické zdroje (koks, pohonné hmoty, elektřina). Spotřeba energetiky se zvyšujícím se počtem obyvatel také zvětšuje objem spotřebované energetiky, a tedy poptávku po zdrojích. S tím souvisí lokalizační změny. V současnosti je největším producentem primárních paliv Asie, poté Severní Amerika. Ropný průmysl je nejrychleji se rozvíjející průmyslový obor a klíčové odvětví světové ekonomiky. Ropa zajišťuje 30% palivoenergetickou bilanci světa, a také se stala světovou nejdůležitější surovinou. Mezi největší producenty ropy lze zařadit všechny země s produkcí větší než 100 mil. tun za rok (Saúdská Arábie, Írán, Spojené arabské emiráty, Kuvajt, USA, Mexiko, Venezuela, Kanada).

## Světové energetické zdroje

### Růst spotřeby energie
V určitých etapách historie lidstva lze růst spotřeby energie doložit pouze odhady. Například spotřeba energie primitivního člověka v době 1 mil. let př. n. l. byla přibližně 8 000 kJ. Prehistorický člověk 100. tis. let př. n. l. spotřebovával v důsledku narůstající potřeby již 20 000 kJ a rozvoj zemědělství zvýšil tuto spotřebu v období 500 let. př. n. l. na 50 000 kJ.  Ve středověku se již mezi potřeby řadil také obchod nebo doprava, což mělo za důsledek zvýšení denní potřeby na 110 tis. kJ. Během 19. století, hlavně v rámci průmyslové revoluce, narostla denní spotřeba až na 300 tis. kJ denně. Na počátku 21. století již denní spotřeba obyvatel vyspělé země činila okolo 1 mil. kJ denně. Každá výrazná změna v historii lidstva je spjata s vývojovým pokrokem ve využití energie. Zemědělská revoluce přinesla možnost domestikace zvířat a kultivace plodin, což umožnilo vznik kdykoliv použitelných energetických konzerv. Další pokrok je spojen například s větrnou a gravitační energií nebo také s ohněm, což se týká energie tepelné. Již zmíněná průmyslová revoluce také přinesla mnoho změn a nových poznatků, například využití parního stroje a uhlí. Jde tedy především o přeměnu energie chemické na tepelnou a mechanickou. Největší nárůst spotřeby energie ale zažila až společnost 2. poloviny 20. století, což je spojeno především s intenzivním využíváním ušlechtilých kapalných paliv. Mezi tyto se v 70. letech zařadil také zemní plyn. Současnou dynamiku vývoje spotřeby energie charakterizuje odhad, podle něhož by se při zachování tohoto trendu za příštích sto let zvýšila spotřeba energie sedmkrát. V této situaci, ve snaze stabilizovat požadovanou spotřebu energie a zabránit neustálému růstu spotřeby zdrojů, je proto velice důležité zvyšovat účinnost přeměny energie.
Na celosvětové výrobě elektrické energie je podíl jednotlivých zdrojů velice odlišný. Nejvíce využívaným zdrojem je dodnes uhlí, které je o mnoho levnější a dostupnější než ostatní zdroje. Využití jednotlivých zdrojů totiž také závisí na skutečnosti, zda se v určité světové oblasti nacházejí ložiska. Například ropa se na světě vyskytuje velice nerovnoměrně, nejvíce v oblasti Středního východu. Perspektiva těchto zdrojů je dnes ale tématem velkých debat, neboť životnost fosilních paliv se zkracuje. Neexistuje nám známý zdroj, který by byl schopen tyto paliva plně nahradit, a proto se alespoň vyvíjejí snahy o prodloužení životnosti zásob a o snížení jejich spotřeby.